# Дьяволицы (фильм, 1954)
«Дьяволицы» (фр. Les Diaboliques) — фильм французского режиссёра Анри-Жоржа Клузо, снятый в 1954 году по мотивам детективного романа Буало-Нарсежака «Та, которой не стало» (1952). 
В историю кинематографа вошёл как эталон психологического триллера и один из первых европейских фильмов, созданных под влиянием американского жанра нуар — хотя и с заметным налётом немецкого экспрессионизма и национальной традиции гран-гиньоля. Входил в 250 лучших фильмов по версии IMDb.

## Сюжет
Мишель Деласаль управляет частной школой в Сен-Клу, которая принадлежит его больной, но очень набожной и сентиментальной жене Кристине. Сам же директор мало интересуется делами школы, зато не упускает случая даже в присутствии учеников унизить несчастную женщину. Постоянные колкости, грубости и оскорбления со стороны мужа доводят Кристину до отчаяния и глубокой депрессии. Единственный человек, с которым она может поделиться своими наболевшими чувствами — это бывшая любовница Мишеля по имени Николь, работающая в этой же школе учительницей. Мишель часто и демонстративно флиртует с Николь, чтобы досадить жене. Видя, как Кристина страдает и мучается, Николь делится с ней своей идеей — она предлагает подруге раз и навсегда решить все проблемы путём убийства Мишеля. Сначала Кристина ужасается от такой мысли и резко отвергает это предложение, но постепенно ей становится ясно, что другого пути нет. С большой неохотой и опасением Кристина, наконец, соглашается. Женщины, заманив Деласаля в далёкий Ньор и напоив до опьянения, топят его в ванне в квартире Николь. Затем, рискуя быть задержанными полицией, тайно перевозят тело в школу и посреди ночи бросают его в школьный бассейн. По их замыслу, всё должно выглядеть так, как будто пьяный Мишель утонул в бассейне.
На следующее утро Кристина с огромным нервным напряжением и трепетом подходит к окну, чтобы удостовериться, что тело мужа в бассейне всплыло на поверхность, но с ужасом обнаруживает, что тела нет. Тогда Кристина, безуспешно стараясь скрыть свою нервозность, приказывает консьержу слить воду из бассейна, надеясь, что тело мужа находится на дне. Однако резервуар, к её огромному изумлению, оказывается пуст. Это так глубоко шокирует Кристину, что она падает в обморок на краю бассейна. Придя в себя, она не в состоянии понять, что происходит. Вскоре после этого случаются ещё более странные и необъяснимые вещи. В школу привозят свежевычищенный костюм Мишеля, как будто он жив и собирается носить его. Но как это может быть? — недоумевает Кристина. Её начинает мучить вопрос: где Мишель? Жив он или мёртв, воскрес или никогда и не умирал, как олицетворение вечного и неистребимого зла? В какой-то момент она начинает подозревать, что, может быть, он на самом деле жив и снимает комнату в каком-то отеле… У Кристины начинается что-то вроде умопомрачения. Её начинают мучить галлюцинации и сюрреалистические видения. Для успокоения подруги Николь показывает Кристине газету, где сказано, что в Сене найдено тело мужчины без одежды. Несчастная женщина спешит в морг, где она с чувством содрогания пытается опознать труп. Однако оказывается, что это не труп её мужа. Там она случайно знакомится с отставным комиссаром полиции Альфредом Фише, который начинает проявлять интерес к этому странному делу.
Мучимая угрызениями совести, Кристина на грани нервного срыва признаётся в содеянном комиссару. Однако тот относится к рассказу женщины весьма скептически. Той же ночью Кристина с ужасом обнаруживает в школе явные следы присутствия Мишеля. Одержимая страстным желанием добраться до сути страшной тайны, она идёт по этим следам, которые, наконец, приводят её в ванную комнату, где Кристина вдруг обнаруживает мёртвое тело Мишеля, лежащее в переполненной водой ванне. При виде открывающего глаза утопленника, медленно встающего из воды, у женщины начинается сердечный приступ, и она умирает в мучительной агонии. Мишель спокойно встаёт из ванной, и к нему присоединяется Николь. Выясняется, что никакого убийства не было — всё было инсценировано Мишелем и Николь с целью завладения собственностью впечатлительной Кристины.

### Концовка
Однако сообщники рано торжествуют — в этот момент появляется Фише, который с удовлетворением сообщает, что следующие годы они проведут за решёткой. В последней фразе фильма содержится намёк на возможное «второе дно» сюжета. Один из учеников школы имеет репутацию лжеца, поэтому когда он говорит, что рогатку у него отнял пропавший без вести господин директор, ему никто не верит. Последующие события подтверждают его правоту. В последней сцене он появляется с рогаткой, объясняя, что ему её вернула госпожа директриса. Таким образом, нельзя исключать, что её смерть была инсценирована по договорённости с комиссаром и что на самом деле Кристина остаётся в живых.
За исключением Базена, которому эта попытка придать дополнительную глубину сюжету пришлась не по вкусу, на неё мало кто из критиков обращал внимание, хотя такой сюжетный разворот вполне в духе Клузо. Структурно она сближает «Дьяволиц» с «Головокружением» Хичкока — фильмом, который весь построен на зыбкости того, кто является преступником, а кто — жертвой.

## Актёры
- Симона Синьоре — Николь Орне
- Вера Клузо — Кристина Деласаль
- Пол Мёрисс — Мишель Деласаль
- Шарль Ванель — Альфред Фише, комиссар полиции
- Жан Брошар — Плантиво, консьерж
- Пьер Ларке — месье Дрен, преподаватель
- Мишель Серро — месье Реймон
- Терез Дорни — мадам Эрбу
- Ноэль Роквер — месьё Эрбу
- Робер Дальбан — служащий автозаправки
- Жан Лефевр — солдат
- Джонни Холлидей — ученик

## Работа над фильмом
В книге «Хичкок / Трюффо» (1967) последний пишет, что, опоздав с приобретением прав на экранизацию «Той, которой не стало» всего на несколько часов, Хичкок заказал Буало и Нарсежаку новое произведение сходной сюжетики (необъяснимая тайна, окружающая смерть человека, оказывается результатом скрупулёзной инсценировки). Это произведение — «Из мира мёртвых» — и было экранизировано им в фильме «Головокружение». Нарсежак, однако, отрицал, что роман «Из мира мёртвых» был написан по заказу Хичкока.
С литературным материалом Клузо обошёлся весьма вольно. У Буало-Нарсежака две женщины, сплочённые лесбийской привязанностью, из желания получить страховку доводят до самоубийства склонного к вере в потустороннее супруга одной из них. Последний выступает в романе как преступник, жертва и сыщик в одном лице, причём поиски истины приводят его к самоуничтожению (мортидо). Вместо бассейна в романе фигурирует пруд, а возвращение «той, которой не стало» принимает совсем другие сюжетные формы, нежели в фильме.
Гомосексуальный подтекст был невозможен в кинематографе середины прошлого века. Клузо переписал фабулу с тем, чтобы изменить пол преступника-жертвы и отдать эту роль своей супруге, бразильянке Вере Амаду (которая, по совпадению, умрёт от сердечной недостаточности через несколько лет после выхода фильма). Ради объяснения того, что сближает женщин, супруг жертвы был изображён в качестве патологического садиста. Школа в качестве фона для преступления появилась достаточно поздно; её изображение основано на детских воспоминаниях самого режиссёра.
Съёмки фильма велись в атмосфере строжайшей секретности, а сам он заканчивается адресованной к зрителям просьбой по выходе из кинотеатра не пересказывать увиденное, чтобы не портить удовольствие тем, кто фильма ещё не видел (спойлер). Клузо в соответствии со своими режиссёрскими принципами пытался добиться от актёров максимальной психологической достоверности: дело доходило до того, что Мёрисса действительно погружали с головой в ванну. В чемодане, правда, возили его дублёра.

## Реакция современников
После выхода фильма Буало и Нарсежак заклеймили его психологическую банальность; все литературные тонкости, по их мнению, были нивелированы, а новаторский сюжет — низведён до уровня «рассказа о продолжительном сердечном приступе». Газета Le Figaro в своей рецензии назвала главными героями фильма бассейн и ванную, а ключевым сюжетным элементом — водную стихию.
Английский журнал «Кино и киносъемка» назвал триллер «зверски блистательным», а Босли Краузер из «Нью-Йорк таймс» охарактеризовал его «…одним из самых изысканных мистических произведений, какие когда-либо были здесь показаны. Раскрывать кому-то тайну есть преступление, требующее наказания, приговора преступника к диете, состоящей только из фильмов категории «В». Критик из «Лос-Анджелес геральд экзаминер» писал: «Если режиссер Анри-Жорж Клузо не мастер саспенса и триллера, то кто же? Признаться, Хичкок весьма обходителен, но этот француз потрясающий, мастер рассчитать и создать почти невыносимое напряжение у зрителей».
Первые рецензенты фильма обращали внимание на сюжетные нестыковки: непонятно, какое обвинение можно предъявить в суде виновникам смерти Кристины, ведь статьи «доведение до самоубийства» в то время французское уголовное законодательство не знало. Для зрителей 1950-х годов имела значение и социальная подоплёка показанных событий. Учителями школы Деласаля неслучайно оказываются изгои общества; по мнению отдельных киноведов, Клузо сознательно вскрыл выхолощенность институтов, которые лежат в основе французского общества, — не только брака, но и школы.
Более развёрнутый художественный анализ фильма дали идеологи нарождавшейся «новой волны» в Cahiers du cinéma. В 1955 году в издании было опубликовано три статьи о фильме. Андре Базен, в частности, попытался рассмотреть «Дьяволицы» в категориях стиля и жанра; его статья называлась Le style c’est le genre («Стиль — это жанр»). Признавая «Дьяволицы» наиболее совершенным фильмом Клузо, Базен вместе с тем сожалеет, что режиссёр ничего не смог добавить к жанровым канонам. Персонажи фильма типизированы, что лишает их психологической глубины, а знаменитая и без конца имитируемая концовка — признак нарративной слабости: вместо того, чтобы поставить точку, зрителя заставляют ждать продолжения.

## Ремейки
В 1991 году в СССР был снят фильм «Круг обречённых». В 1996 году в Голливуде был снят ремейк фильма «Дьяволицы» с Шэрон Стоун и Изабель Аджани в главных ролях. Фильм получил кислые отзывы кинокритиков и не особо впечатляющие кассовые сборы. Это третий ремейк фильма Клузо, отдельные сюжетные ходы которого давно стали хрестоматийными. Вняв критике Базена, создатели ремейка развернули заложенный Клузо намёк в полноценное продолжение: под конец фильма главная героиня приходит в себя и «добивает» своего мучителя. Финальная сцена у бассейна полна насилия и крови.

## Награды и оценки
- 1956 — Премия «Эдгар» за лучший иностранный фильм.
- 1955 — Премия Нью-Йоркского общества кинокритиков за лучший иностранный фильм.
- 1955 — помещён в список лучших зарубежных фильмов года по версии Национального совета кинокритиков США.
- 1954 — Приз Луи Деллюка.
- Фильм включён Стивеном Кингом в список наиболее значимых произведений жанра хоррор за 1950—1980-е годы.

## Интересные факты
- Учеников частной школы сыграли ставшие впоследствии известными актёрами:  Жорж Пужули (произносит несколько реплик) и Джонни Холлидей (в титрах не указан).
- Город, куда едут главные героини фильма, — Ньор, родной город режиссёра.
- Комиссар  Фише  в исполнении Шарля Ванеля повлиял на образ лейтенанта Коломбо (Питер Фальк), в одноимённом  американском детективном сериале, созданном Ричардом Левинсоном и Уильямом Линком.